# Alice Dufrêne
Pour les articles homonymes, voir Dufresne.
Alice Renée Grolleron dite Alice Dufrêne, née le 18 juillet 1899 à Paris 10e et morte le 20 juillet 1975 à Auch, est une actrice de théâtre et de cinéma française.

## Biographie
Alice Dufrêne est la fille de Blanche Dufrêne, comédienne et de père inconnu.
Elle fait des études de droit, et sa basoche. Pendant deux ans, elle est clerc d'avoué, jusqu'au jour où elle se fait inscrire au barreau de Paris. Ses débuts au prétoire ont lieu devant les juges de la première chambre où elle plaide un important procès en reconnaissance de paternité, puis au tribunal pour enfants et en correctionnelle. En 1922, juste avant de devenir secrétaire de la conférence des avocats, Alice Dufrêne adresse sa démission au bâtonnier pour entrer au conservatoire de Paris,.
Lauréate du conservatoire en 1924, elle est engagée à l'Odéon, en 1925. En 1926, elle y joue dans une reprise de Sherlock Holmes à côté de Gémier, et débute dans le rôle de Camille dans On ne badine pas avec l'amour, Caroline de Saint-Geneix dans Le Marquis de Villemer de George Sand, Eliante dans Le Misanthrope. En 1927, elle joue dans La Prisonnière au théâtre-Fémina, dans L'Or de Paul Fort à l'Odéon; en 1928, dans La Femme nue au théâtre Sarah-Bernardt, dans Le Désir de Léopold Kampf au théâtre-Fémina; en 1930, dans La Bouche de la Vérité de Lucien Gennari au Studio des Champs-Elysées, et dans Le Divin Arétin; en 1932, dans une reprise de Phaéton de Marcel Pagnol  au théâtre des Arts,,.
Elle se marie le 8 juillet 1936 avec Robert Habasque,, veuf, avocat à la Cour de Paris.
En 1960, elle est conseillère de diction au conservatoire de la chanson et du music-hall à Bobino.
Décédée à Auch à l'âge de 76 ans, elle est inhumée au cimetière des Batignolles au côté de sa mère Blanche Dufrêne, de sa sœur Louise Grolleron (1896-1973) et de son beau-frère Marcel Feuillâtre (1901-1976), chef du service des ventes du journal L'Information.

## Théâtre
- 1927 : L'Or de Paul Fort en mai à l'Odéon[21]
- 1930 : Le Divin Arétin d'Alfred Mortier, le 11 septembre, au théâtre des Arts, Perina[22],[23].
- 1936 : Tu ne m’échapperas jamais de Margaret Kennedy, traduction Pierre Sabatier, le 13 mai au théâtre des Mathurins, Fenella Mac Lean[24],[25].
- 1939 : Fabienne de Claude Socorri, crée le 16 juin, à l'Odéon[26],[27],[28].

## Cinéma
- 1930 :  Les Amours de minuit, d'Augusto Genina et Marc Allégret.
- 1932 : Mater Dolorosa, d'Abel Gance[29].